# Бої без правил (альбом)
«Бої без правил» — другий міні-альбом українського рок-гурту «Лінія Маннергейма», виданий 14 вересня 2018 у цифровій дистрбуції. За словами учасників гурту, «Нові треки „Лінії Маннергейма“ — крок у бік християнського гіп-гопу, потужна суміш життєвих правил та принципів, замішаних на протестантській етиці».

## Список композицій
| #     | Назва              | Тривалість |
| ----- | ------------------ | ---------- |
| 1.    | «Бої без правил»   | 5:22       |
| 2.    | «Ісус із Назарета» | 5:36       |
| 3.    | «Міста»            | 4:25       |
| 15:23 |                    |            |

## Учасники запису
- Сергій Жадан — голос, тексти;
- Олег Каданов — гітари, голос, музика;
- Євген Турчинов — гітари, голос, музика;
- Дмитро Зінченко — барабани, бас, синтезатор, гітара, запис, зведення.